# 포켓 큐브

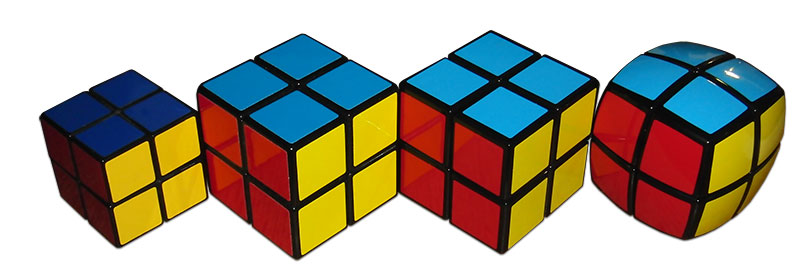
왼쪽부터 오른쪽으로: 오리지날 포켓 큐브, 이스트신 큐브, V-큐브 2, V-큐브 2b.

포켓 큐브(Pocket Cube, 미니 큐브(Mini Cube) 또는 이이스 큐브(Ice Cube)라고도 알려져 있다)는 루빅스 큐브의 2×2×2 형태이다. 큐브는 모두 귀퉁이 조각으로, 여덟 조각으로 이루어져 있다.

## 역사
1970년 5월, 래리 D. 니콜스(Larry D. Nichols)는 2×2×2 "조각이 돌아가는 그룹의 퍼즐(Puzzle with Pieces Rotatable in Groups)"을 발명했고 캐나다 특허 출허를 신청하였다. 니콜스의 큐브는 자석으로 붙여놓았다. 니콜스는 미국 특허 3,655,201를 루빅이 그의 큐브를 발명하기 2년 전인 1972년 4월 11일에 부여받았다.
니콜스는 그의 특허를 그의 고용주 1982년에 Ideal을 고소한 Moleculon Research Corp.에 넘겨주었다. 1984년에, Ideal은 특허 침해 소송과 항소에서 패배하였다. 1986년에, 항소 법원은 루빅스 2×2×2 포켓 큐브가 니콜스의 특허를 침해하였다고 판결하였으나, 루빅스 3×3×3 큐브에서는 판결을 뒤집었다.

## 조합
귀퉁이 조각 여덟 개의 위치의 순열은 무엇이든 가능하다(8! 위치), 그리고 이 중 일곱 개는 독립적으로 회전될 수 있다 (37 위치). 공간에서 큐브의 원점을 식별하는 것이 아무것도 없기 때문에, 위치를 24로 나눈다. 이것은 첫 번째 귀퉁이 조각의 모든 24가지 위치와 원점은 고정된 중앙 조각이 없기 때문에 동일하다. 이 인자는 N이 홀수이면 퍼즐이 고정된 중앙 조각이 큐브의 방향을 나타내기 때문에 N×N×N 큐브의 조합을 계산할 때 나타나지 않는다. 큐브의 가능한 위치의 수는 다음과 같다:
{\displaystyle {\frac {8!\times 3^{7}}{24}}=7!\times 3^{6}=3,674,160.}
큐브를 풀기 위한 회전의 최대 수는 11개의 반 또는 사분 회전만을 사용한다.
어떤 (반 또는 사분) 회전 n개가 필요한 위치의 수 a 와 사분 회전만 n개가 필요한 위치의 수 q는 다음과 같다:
| n  | a       | q       | a(%)      | q(%)      |
| -- | ------- | ------- | --------- | --------- |
| 0  | 1       | 1       | 0.000027% | 0.000027% |
| 1  | 9       | 6       | 0.00024%  | 0.00016%  |
| 2  | 54      | 27      | 0.0015%   | 0.00073%  |
| 3  | 321     | 120     | 0.0087%   | 0,0033%   |
| 4  | 1847    | 534     | 0.050%    | 0.015%    |
| 5  | 9992    | 2256    | 0.27%     | 0.061%    |
| 6  | 50136   | 8969    | 1.36%     | 0.24%     |
| 7  | 227536  | 33058   | 6.19%     | 0.90%     |
| 8  | 870072  | 114149  | 23.68%    | 3.11%     |
| 9  | 1887748 | 360508  | 51.38%    | 9.81%     |
| 10 | 623800  | 930588  | 16.98%    | 25.33%    |
| 11 | 2644    | 1350852 | 0.072%    | 36.77%    |
| 12 | 0       | 782536  | 0%        | 21.3%     |
| 13 | 0       | 90280   | 0%        | 2.46%     |
| 14 | 0       | 276     | 0%        | 0.0075%   |

미니어쳐 (2 × 2 × 2) 루빅스 큐브에 대해서, 두 생성 부분군 (위치의 수는 두 인접한 면의 회전으로 생성된다)은 29,160차이다.
두 번째 층을 풀 수 있는 두 간단한 알고리즘:
1.귀퉁이의 위치를 수정할 때: R U' L' U R' U' L
2.귀퉁이를 조정할 때: D R' D' R

## 세계 기록

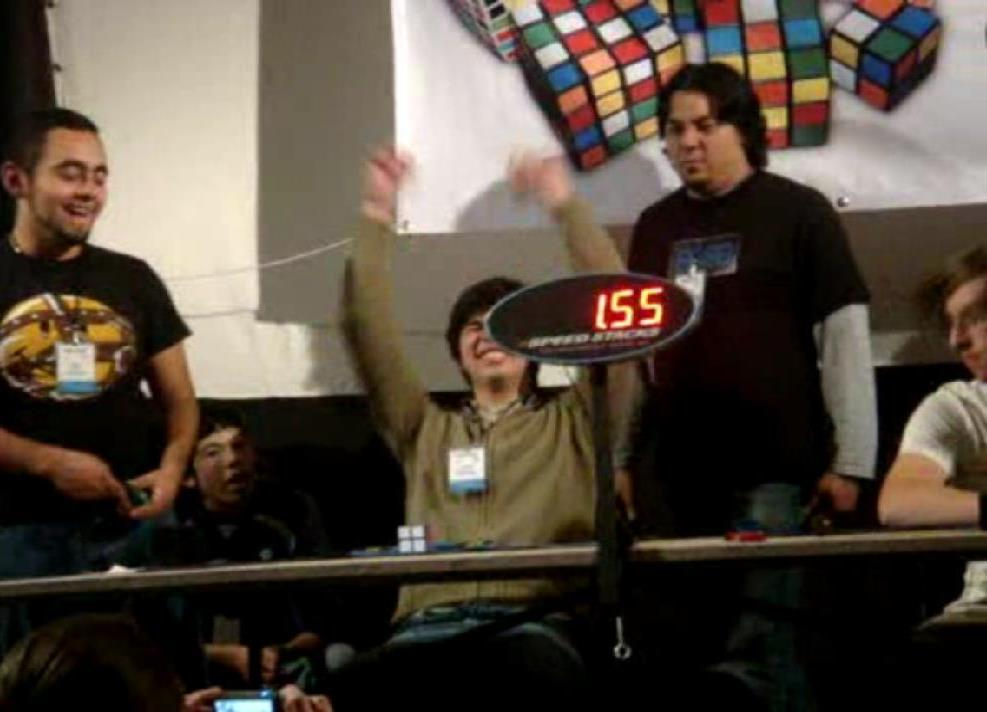
2008년 멕시칸 오픈 대회에서 맥시코의 비센테 알비테르가 1.55초의 기록을 세운 모습

포켓 큐브의 세계 최고기록은 0.49초로, 2016년 5월 20일 그루지옹츠 오픈 2016 대회에서 폴란드의 마치에이 차피에프스키 (Maciej Czapiewski)가  세운 기록이다.
큐브 다섯 개를 맞추는 종목의 세계 최고 기록은 1.21초로,  2018년 10월 20일 켤러 오픈 2018 대회에서 덴마크어 마틴 베데레 엑달세운 기록이다. 큐브 하나당 기록은 (1.06), 1.09, (1.64), 1.47, 1.07초이다.

### 세계기록 상위 5순위 (큐브 한개)
| 이름                          | 기록   | 대회                      |
| ----------------------------- | ------ | ------------------------- |
| 마치에이 차피에프스키         | 0.43초 | 2016 그루지옹츠 오픈      |
| 사메르 아가르왈               | 0.51초 | 2019 퓨젯 사운드 스프링   |
| 미하우 제부스키               | 0.52초 | 2016 그루지옹츠 오픈      |
| 조디 존스                     | 0.53초 | 2019 예선 멜버른          |
| 아브라함 토레스 오티즈 아구레 | 0.54초 | 2018 큐브 페스트 케레타로 |

### 세계기록 상위 5순위 (큐브 3×3)
| 이름             | 기록 (평균) | 대회                    |
| ---------------- | ----------- | ----------------------- |
| 마틴 베데레 엑달 | 1.21초      | 2018 켤러 오픈          |
| 윌 칼란          | 1.23초      | 2019 미국 선수권        |
| 리 지아 저우     | 1.25초      | 2019 시안시 벚꽃        |
| 앋와이 산트      | 1.31초      | 2019 오큘러스 큐브 오픈 |
| 세인 카나니      | 1.35초      | 2019 빅 블루 스프링     |

## 같이 보기
- 루빅스 큐브
- 리벤지 큐브
- 프로페서스 큐브
- V-Cube 6
- V-Cube 7
- V-Cube 8
- 조합 퍼즐